# Achim Mörtl
Achim „Akime“ Mörtl (* 27. November 1970) ist ein österreichischer Rallyefahrer. Er wohnt in Sankt Jakob im Rosental in Kärnten.
Mörtl begann 1993 mit dem Rallyesport und stieg mit einem Toyota Celica in die Österreichische Rallye-Staatsmeisterschaft ein. Gleich in seiner ersten Saison erreichte er den achten Rang in der Gesamtwertung. Es folgte 1994 die Vize-Staatsmeisterschaft in der Gruppe-N und ein weiterer zweiter Gesamtrang in der Gruppe-N-Challenge des Jahres 1995. Von 1994 bis 1997 war Ilka Minor die Beifahrerin von Mörtl, mit der er auch eine Beziehung hatte.
Dreimal, 1996, 1999 und 2006, wurde Achim Mörtl Österreichischer Rallye-Staatsmeister. Mörtl fuhr auch einige Läufe zur Rallye-Weltmeisterschaft, schaffte es bis in das Subaru Werksteam 2002. Achim Mörtl fuhr WM-Rallyes (z. B. Korsika-Rallye) für das Promotor-Team von Alfred Inzinger im Subaru.
Nach einem Wechsel in das Zweirad-Lager  belegte er 2003 jeweils den 17. Platz auf einer KTM 660 R bei der Tunesien-Cross-Country-Rallye und der Marokko-Cross-Country-Rallye, wechselte nach einem schweren Unfall im Zuge der Dubai-Rallye aber wieder auf vier Räder.
2007 beendete er überraschend seine motorsportliche Laufbahn. Achim arbeitet heute als Coach sowohl im Spitzensport als auch im Gesundheitsbereich, betreut mehrere Firmen im Gesundheitsmanagement. Seine Liebe gilt der altersstufengerechten Entwicklung von Kindern, in seiner Heimatregion im Rosental hat er mit „Das bewegte Kind“ ein Herzeigeprojekt aufgebaut.
Achim arbeitet auch als Fachreferent an den Österreichischen Bundessportakademien, wo er in der Lehrwarte- und Trainerausbildung eingesetzt wird.